# زیردریایی یو-۴۵۳
زیردریایی یو-۴۵۳ (به انگلیسی: German submarine U-453) یک زیردریایی بود که طول آن ۶۷٫۱ متر (۲۲۰ فوت ۲ اینچ) بود. این زیردریایی در سال ۱۹۴۱ ساخته شد.